# Скилур

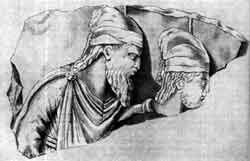
Скилур и его сын Палак на барельефе в Неаполе Скифском Гипсовый слепок с утраченного оригинала, найденного в 1827 году

Портрет Скилура на монете Ольвии

Скилур (др.-греч. Σκίλουρος — предполож. от skidura — режущий, победоносный) — царь позднескифского государства, время царствования которого ориентировочно: начало — до/ок. 130 г. до н. э., смерть — 114/113 гг. до н. э. О Скилуре известно из сочинений Плутарха, Страбона и археологических раскопок.

## История
При Скилуре Скифское государство простиралось на всей территории степной Тавриды до Днепра и Южного Буга. На месте существовавшего поселения основал новую столицу — Неаполь Скифский . Вероятно, греческий полис Ольвия, выпускавший монеты с именем Скилура, был при нём зависим от скифов. Согласно Страбону, основал городки-крепости Палакий и Хаб. Провёл ряд удачных военных кампаний (против «пиратствующих сатархеев»). В последние годы опубликован цикл статей в котором на основе восстановленного летоисчисления Ольвии предложены гипотезы об основании Неаполя Скифского не Скилуром, а ольвиополитами  Посидеем Посидеевым и Евменом Сирисковым около 199—197 гг. до н. э. Соответственно, традиционное представление о советнике и «правой руке» Скилура в Неаполе Скифском — Посидее — красивая легенда.
Присутствие большого количества эллинов в Неаполе позволило некоторым учёным допустить, что при Скилуре Тавроскифия была монархией эллинистического типа, что далеко не общепризнано. Однако анализ отдельных эпиграфических памятников даёт веские основания для подтверждения концепции «…о циркумпонтийском единстве, сложившемся в эллинизме. Начало этому процессу явно положил Александр Великий своей искусной политикой слияния мира Запада и Востока, которой и следовали последующие поколения монархов как Малой Азии, так и Северного Причерноморья».

## Археологи о Скилуре
При раскопках Неаполя Скифского были обнаружены останки II века до н. э. с царскими регалиями, весьма похожие на останки царя Скилура. Изучение показало, что это был крепкий, сильный человек, погибший примерно в 45 лет. Череп был с искусственной деформацией свода, которая была присуща царским скифам, перевязывавшим головы младенцев .

## Скилур в произведениях
Царь Скилур упоминается в исторической трилогии В. Полупуднева «У Понта Эвксинского», а также в романе А. И. Немировского «Пурпур и яд» и романе Татьяны Баззи. «Берег скифской мечты».